# Irradiação térmica
A radiação ou irradiação térmica é a radiação eletromagnética gerada pelo movimento térmico das partículas carregadas na matéria. Toda matéria com uma temperatura maior que o zero absoluto emite radiação térmica. O movimento de partículas resulta em aceleração de carga ou oscilação de dipolo que produz radiação eletromagnética; no entanto, uma interferência destrutiva pode cancelar toda a radiação. Muitas vezes a irradiação térmica é chamada de radiação de corpo negro que é uma radiação eletromagnética térmica dentro ou ao redor de um corpo desde que um objeto emissor de radiação atenda às características físicas de um corpo negro em equilíbrio termodinâmico. Exemplos de radiação térmica incluem a luz visível e a luz infravermelha emitidas por uma lâmpada incandescente, a radiação infravermelha emitida por animais e detectada por câmeras de infravermelho, e radiação cósmica de fundo em micro-ondas.

## Histórico[1]

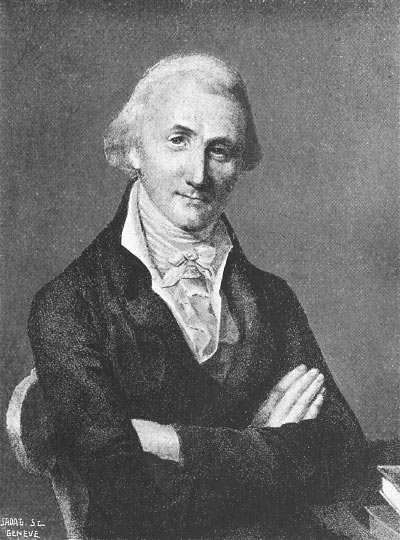
Imagem do físico Pierre Prévost.

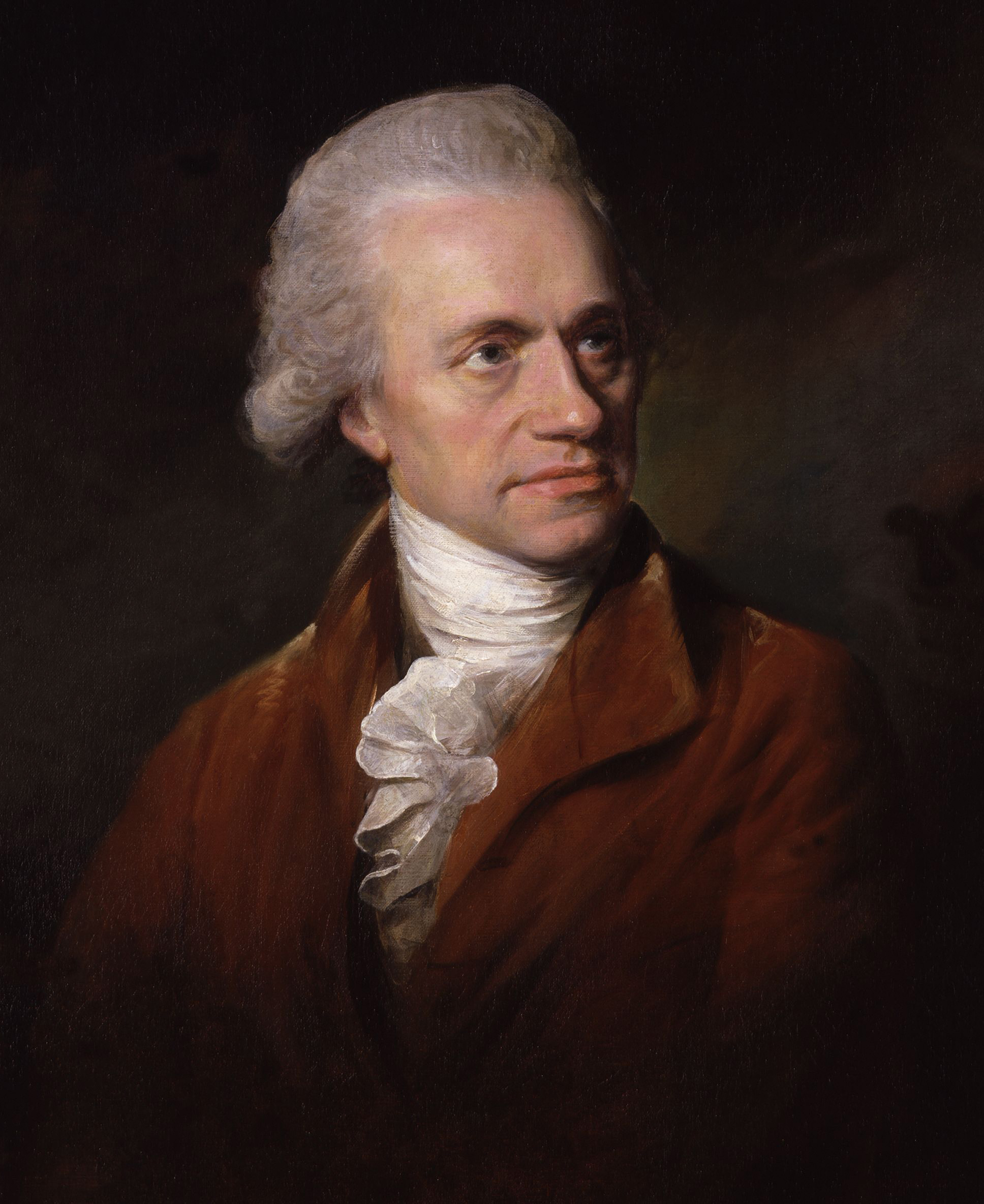
Imagem do astrônomo William Herschel.

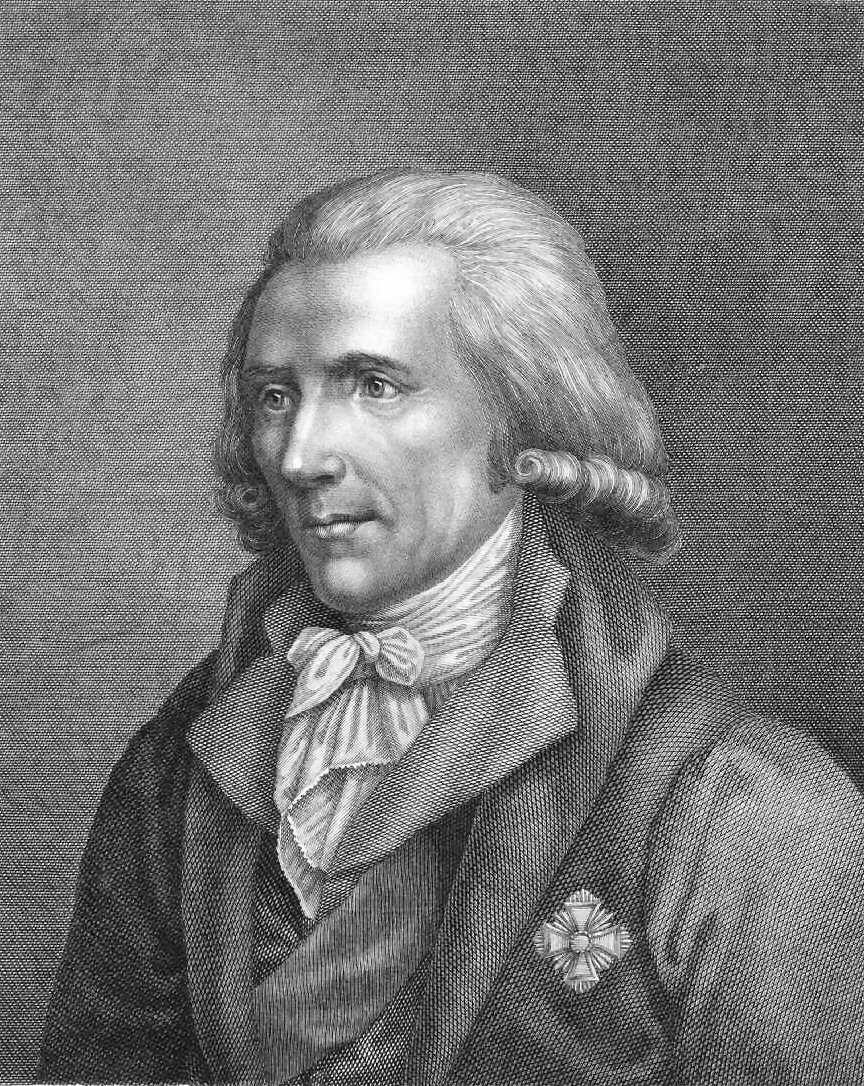
Imagem de Benjamin Thompson, também conhecido como Conde de Rumford.

Em 1792, o físico suíço Pierre Prévost (1751-1839) publicou o livro intitulado “Pesquisas Físico-Mecânicas sobre o Calor” no qual apresentou o que futuramente seria chamada a lei das trocas de Prévost, que diz que um corpo deve receber tanto calor quanto pode irradiar. Oito anos depois o astrônomo alemão Sir William Herschel (1738-1822) observou através de experimentos com um termômetro enegrecido que as temperaturas das cores do espectro solar aumentavam à medida que se aproximavam da extremidade vermelha do espectro e que a temperatura mais alta está fora do espectro do vermelho, o que o fez levantar a hipótese da existência dos raios infravermelhos.

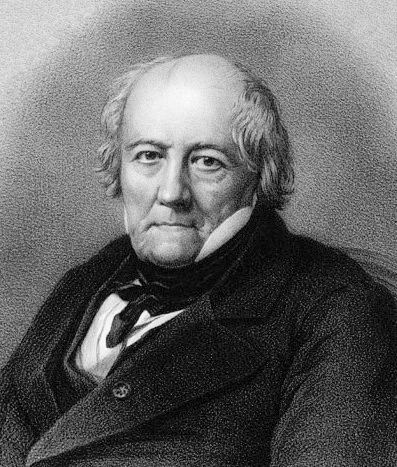
Imagem do físico Jean Baptiste Biot.

Em 1804, Benjamin Thompson identificou através de seus experimentos que a temperatura de um corpo escurecido se relacionava com a intensidade da radiação solar, e que as superfícies que irradiavam calor mais fracamente eram aquelas que o refletiam mais intensamente. Também em 1804, o físico francês Jean Baptiste Biot (1774-1862) descobriu que existem dois tipos de radiação, a externa e a interna, através de experimentos com barras metálicas.

## Mecanismo de geração e características da Radiação Térmica

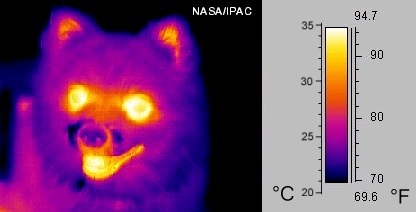
Imagem de um pequeno cão visto em infravermelho.

A radiação térmica é gerada pelo movimento de partículas carregadas na matéria. Toda substância com temperatura maior do que 0 K (zero Kelvin; Zero absoluto) emite radiação térmica. Átomos e moléculas que compõem a matéria possuem energia cinética que varia, e essas mudanças de energia acabam resultando em aceleração das partículas e oscilações das cargas que compõem os átomos. Essa movimentação das cargas na matéria gera a radiação eletromagnética, ou seja, a energia cinética de átomos e moléculas converte-se em energia térmica resultando na radiação eletromagnética térmica.
As características da radiação térmica dependem de várias propriedades da superfície irradiante, incluindo temperatura, capacidade de absorção espectral e poder de emissividade espectral, como concluiu o físico Gustav Kirchhoff em seus estudos. A radiação não é monocromática, ou seja, não consiste em uma única frequência de comprimento de onda, mas sim na dispersão contínua de energia das partículas. A absorção, refletividade e emissividade dependem do comprimento de onda da radiação, enquanto a temperatura determina a distribuição dos comprimentos de onda emitidos.

### Propriedades
Há quatro propriedades gerais que caracterizam a irradiação térmica:
- a radiação térmica emitida por um corpo negro em qualquer temperatura possui vários comprimentos de onda e frequências. A distribuição da frequência é dada pela Lei de Planck para um emissor ideal;

- o intervalo dominante de frequências aumenta proporcionalmente com a temperatura, conforme a Lei de Wien. Por exemplo: um metal (titânio) aquecido por volta de 900 K emite radiação de comprimento de onda longos (vermelho) apresentando assim uma coloração avermelhada de baixa luminosidade. Aquecendo esse mesmo metal a cerca de 1 500 K, seus átomos vibram com grande intensidade, assim a radiação emitida tem maior energia, abrangendo uma parcela maior do espectro visível (laranja e amarelo), emitindo luz de coloração amarelada vibrante. Já a 1 800 K o metal está próximo ao ponto de fusão e irá emitir radiação em comprimento de onda curto, que inclui todo o espectro eletromagnético, produzindo luz ainda mais intensa, de coloração branca.[4] Mesmo em temperaturas por volta de 2 000 K, 99% da energia da radiação emitida está na faixa do infravermelho.

- a quantidade total de radiação, em todas frequências, aumenta de acordo com a temperatura elevada à sua quarta potência, conforme a Lei de Stefan-Boltzmann;

- a taxa de radiação eletromagnética emitida em determinada frequência é proporcional ao total absorvido pelo corpo à mesma frequência. Assim, uma superfície que absorve mais a luz vermelha irradia termicamente mais a luz vermelha. Este princípio é aplicado a todas as demais propriedades de onda, inclusive comprimento de onda (cor), direção, polarização e coerência. Portanto, é possível ter irradiação térmica direcional, polarizada e coerente, embora isso, na natureza, seja muito raro longe de sua fonte.

### Cor observada pelo olho humano emitida por um corpo negro

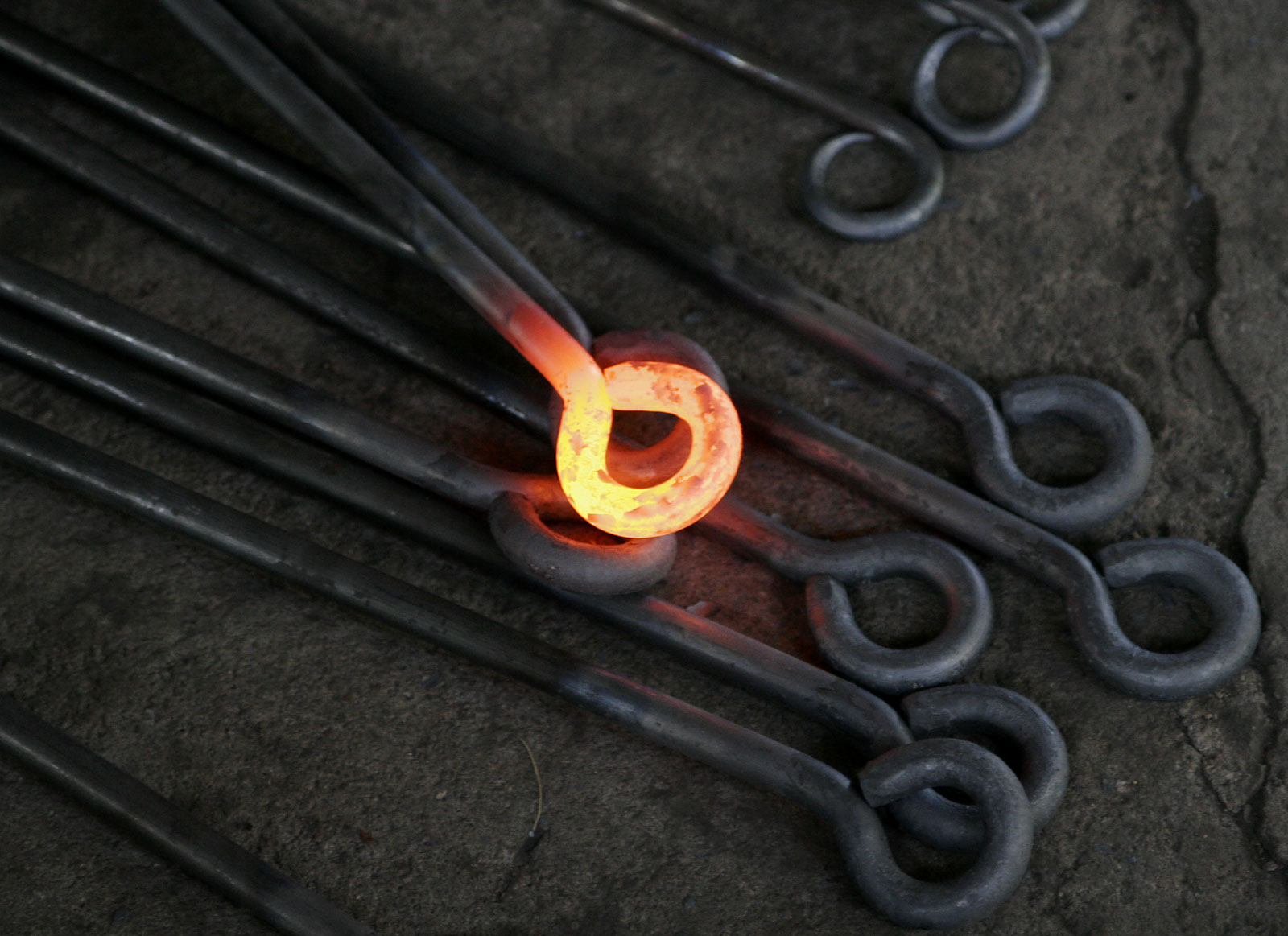
O metal aquecido a temperatura próxima à de fusão emite radiação no infravermelho e no visível próximo ao infravermelho. O primeiro é invisível ao olho humano, mas o segundo pode ser percebido pelo brilho avermelhado.

| °C (K)                  | Cor                                                                |
| ----------------------- | ------------------------------------------------------------------ |
| 480 °C (753,15 K)       | brilho avermelhado fraco                                           |
| 580 °C (853,15 K)       | vermelho escuro                                                    |
| 730 °C (1 003,15 K)     | vermelho brilhante, levemente alaranjado                           |
| 930 °C (1 203,15 K)     | laranja brilhante                                                  |
| 1 100 °C (1 373,15 K)   | laranja amarelado pálido                                           |
| 1 300 °C (1 573,15 K)   | amarelo claro                                                      |
| > 1 400 °C (1 673,15 K) | branco (amarelado se visto a distâncias superiores à da atmosfera) |

## Calor: Radiação Térmica entre dois corpos

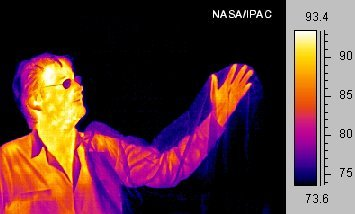

Como qualquer corpo com temperatura diferente de 0 K emite radiação térmica, um segundo corpo pode absorver essas ondas na forma de energia eletromagnética que se propagam pelo espaço, tendendo a entrar em equilíbrio termodinâmico com o primeiro. Esse evento é chamado de transferência de energia térmica, isto é, calor. A emissão de radiação não cessa após o equilíbrio térmico, pois todo corpo que tenha agitação térmica, ou seja, temperatura, mesmo que próxima a 0 K, irradia sua energia.
Como as ondas eletromagnéticas também podem se propagar no vácuo, a transferência de calor de um corpo a outro ocorre mesmo se não existir meio material entre os dois, como é o caso da energia emitida pelo Sol e que chega à Terra. O mesmo não ocorre com condução térmica nem com convecção.

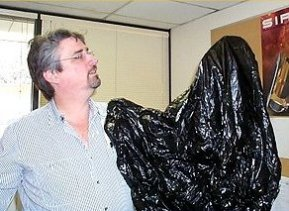
Comparação de uma imagem térmica (cima) e uma fotografia comum (baixo). O saco plástico é majoritariamente transparente ao infravermelho de longo comprimento de onda, porém os óculos do homem são opacos.

### Classificação da matéria quanto à propagação de calor
Nem todos meios materiais permitem a propagação das ondas de calor através deles. Assim, pode-se classificá-los em:
- Diatérmicos: meios que permitem a propagação das ondas de calor através deles (são transparentes às ondas de calor). Exemplo: ar;

- Atérmicos: meios que não permitem a propagação das ondas de calor através deles (são opacos às ondas de calor). Exemplo: parede de tijolos.

## Corpo Negro e Radiação Térmica
A lei de Kirchhoff em termodinâmica, também conhecida como Lei de Kirchhoff da radiação térmica, propõe que um corpo num domínio limitado por paredes refletoras absorve a energia que emite, concluindo que no vazio, a intensidade da radiação depende apenas de sua frequência e temperatura. Um bom exemplo de corpo negro são as estrelas, como o Sol, cuja radiação produzida é expelida para o universo e por consequência aquece a Terra, sua cor branca é correspondente à sua temperatura superficial da ordem de 5 750 K.
Antes de Kirchhoff, o cientista inglês William Hyde Wollatson, ao trabalhar com um feixe de luz muito fino, notou que o espectro solar possuía sete riscas escuras sobre ele. Mais tarde, utilizando prismas e grades de difração, Joseph von Fraunhofer descobriu que o espectro solar na verdade possuía milhares dessas riscas escuras sobrepostas.
Foi em 1859 que Kirchhoff, durante sua pesquisa sobre espectroscopia, verificou experimentalmente que duas riscas escuras do espectro do sol coincidiam com manchas amarelas obtidas por um espectro de sódio. Então, ele e o químico Robert Wilhelm Bunsen realizaram experimentos e encontraram um meio de determinar a composição das estrelas através de seus espectros. Com isso mostraram que o Sol contém os mesmos elementos que a Terra, no entanto em diferentes proporções e em outras condições.
Corpo negro é um sistema ideal que absorve toda a  radiação eletromagnética que nele incide, ou seja, nenhuma onda o atravessa (somente em casos específicos) nem é refletida. Tal corpo, a princípio, não pode ser visto, advindo desse o nome corpo negro. Apesar disso, corpos negros emitem radiação, o que permite determinar sua temperatura. Em equilíbrio termodinâmico (em temperatura constante), um corpo negro ideal irradia energia na mesma taxa que a absorve, sendo essa uma das propriedades que o tornam uma fonte ideal de radiação térmica (chamada de radiação de corpo negro). Corpos negros não existem na natureza, visto que nenhum objeto tem absorção e emissão perfeitas. A emissividade de um corpo é definida pela relação entre sua radiância e a do corpo negro.

## Lei de Rayleigh-Jeans

Comparação da Lei de Wien com a Lei de Rayleigh-Jeans e a Lei de Planck, em um corpo de temperatura igual a 8 mK.

A Lei de Rayleigh-Jeans, desenvolvida no início do século XX, teve enquanto objetivo descrever a distribuição espectral da radiação eletromagnética em todos os comprimentos de onda - desde um corpo negro a uma temperatura dada. Ela expressa a densidade de energia de um radiação de corpo negro de comprimento de onda λ como  {\displaystyle f(\lambda )=8\pi k{\frac {T}{\lambda ^{4}}}}  e também pode ser escrita na forma {\displaystyle B_{\lambda }(T)={\frac {2ckT}{\lambda ^{4}}}} onde c é a velocidade da luz, T é a temperatura em Kelvin e k é a constante de Boltzmann.

A Lei de Rayleigh-Jeans concorda com os resultados experimentais em grandes comprimentos de onda (baixas frequências), mas discorda fortemente em comprimentos de onda curtos (altas frequências). Essa inconsistência entre as observações e as previsões da física clássica é comumente conhecida como a Catástrofe do ultravioleta . Sua resolução só foi obtida em meados de 1900, com a derivação da Lei de Planck , que fornece a radiação correta em todas as frequências, a qual foi um aspecto fundamental para o desenvolvimento da Mecânica quântica  no início do século XX.

Com as revisões feitas por Max Planck, a lei tomou a seguinte forma:
{\displaystyle f(\lambda )=8\pi hc{\frac {\lambda ^{-5}}{e^{\frac {hc}{\lambda kT}}-1}}}   que também pode ser escrita como  {\displaystyle B_{\lambda }(T)={\frac {2c^{2}}{\lambda ^{5}}}~{\frac {h}{e^{\frac {hc}{\lambda kT}}-1}}} onde h é a Constante de Planck. Tais equações são, 
essencialmente, a Lei de Planck expressa em termos do comprimento de onda λ = c /ν. 

## Leis de Wien e de Planck

Leis de Wien e de Planck: à medida que a temperatura diminui, o pico da curva da radiação de um corpo negro se desloca para menores intensidades e maiores comprimentos de onda.

A figura ao lado mostra o espectro da radiação térmica emitida por corpos a várias temperaturas. Ao incidir sobre um corpo, parte da radiação térmica é absorvida (a), parte é refletida (r), e o resto é transmitido (t). A partir do princípio de conservação de energia, tem-se que:
{\displaystyle a+r+t=1}
A Lei de Wien relaciona o comprimento de onda em que há máxima emissão de radiação de corpo negro com uma temperatura e determina que o comprimento de onda emitido diminui com o aumento da temperatura:
{\displaystyle \lambda _{max}={\frac {b}{T}}}
onde:
{\displaystyle \lambda _{max}\,} é o comprimento de onda (em metros) no qual a intensidade da radiação eletromagnética é a máxima;
{\displaystyle T\,} é a temperatura do corpo negro em Kelvin (K), e
{\displaystyle b\,} é a constante de proporcionalidade, chamada constante de dispersão de Wien, em Kelvin-metros (K • m).
A Lei de Planck para radiação de corpo negro exprime a radiância espectral em função do comprimento de onda e da temperatura do corpo negro e fornece a distribuição dos comprimentos de onda no espectro em função da temperatura. A maior parte da irradiação ocorre em um comprimento de onda específico, chamado de comprimento de onda principal de irradiação, que depende da temperatura do corpo. Quanto maior a temperatura, maior a frequência da radiação e menor é o comprimento de onda:
{\displaystyle I(\nu ,T)={\frac {2h\nu ^{3}}{c^{2}}}{\frac {1}{e^{\frac {h\nu }{kT}}-1}}}
onde:
{\displaystyle I\,} é a radiância espectral medida em J•s−1•m−2•sr−1•Hz−1
{\displaystyle \nu \,} é a frequência medida em Hertz (Hz)
{\displaystyle T\,} é a temperatura do corpo negro medida em Kelvin (K)
{\displaystyle h\,} é a constante de Planck medida em Joule por Hertz (J/Hz)
{\displaystyle c\,} é a constante velocidade da luz medida em metros por segundo (m/s)
{\displaystyle e\,} é o número de Euler
{\displaystyle k\,} é a constante de Boltzmann medida em Joule por Kelvin (J/K)
Relacionando com o espectro visível, devido ao comprimento de onda, objetos com temperaturas altas produzem luz de coloração próxima ao azul, enquanto objetos com temperaturas não tão altas podem gerar luz avermelhada (a faixa do espectro seguinte à visível é justamente o infravermelho). Por exemplo, um objeto vermelho quente irradia principalmente ondas longas da faixa visível do espectro (luzes avermelhada e alaranjada). Se for aquecido, passará a emitir menores comprimentos de onda (luzes azulada e esverdeada), e a distribuição das frequências faz a luz parecer branca aos olhos humanos. Esse efeito é chamado de "branco quente". Entretanto, mesmo em temperaturas superiores a 2 000 K, 99% da energia irradiada está na faixa do infravermelho do espectro. Em outros casos, a matéria pode irradiar comprimentos de onda que não podem ser vistos pelo olho humano, como quando a temperatura é relativamente baixa ou extremamente alta.

## Lei de Stefan-Boltzmann

Lei de Stefan-Boltzmann: a energia total emitida por um corpo é diretamente proporcional à quarta potência de sua temperatura. Em azul, o gráfico da energia total emitida calculado por Wien.

Potência emitida por um corpo negro pela temperatura de acordo com a Lei de Stefan-Boltzmann.

A Lei de Stefan-Boltzmann estabelece que a energia total irradiada por unidade de área superficial de um corpo negro, na unidade de tempo (radiação do corpo negro), ou densidade de fluxo energético, indicada por j*, é diretamente proporcional à quarta potência da sua temperatura absoluta:
{\displaystyle j^{\star }=\sigma T^{4}}
{\displaystyle \sigma =5,6697\times 10^{-8}Wm^{-2}K^{-4}}
onde:
{\displaystyle j^{\star }} é a energia total irradiada por um corpo negro por unidade de área, medida em Watts por metro quadrado (W / m2)
{\displaystyle T} é a temperatura do corpo em Kelvin (K)
{\displaystyle \sigma } é a constante de Stefan-Boltzmann

A Lei de Planck oferece uma perspectiva mais moderna em um nível fundamental - dada a utilização, sobretudo, de princípios da Mecânica quântica - para a Lei de Stefan-Boltzmann , mostrando que a energia radiativa aumenta com a temperatura e explicando por que o pico de um espectro de emissão muda para comprimentos de onda mais curtos em temperaturas mais altas. Também pode ser inferido que a energia emitida em comprimentos de onda mais curtos aumenta mais rapidamente com a temperatura em relação a comprimentos de onda mais longos. 